# Radball-Europameisterschaft
Die Radball-Europameisterschaft ist ein seit 1967 von der UCI ausgetragenes Radball-Turnier der Elite. Bis im Jahr 2014 wurde der Anlass unter dem Namen Radball-Europacup ausgetragen. Europäische Teams können sich über den nationalen Cup für den Europacup qualifizieren. An einem eintägigen Turnier im Frühling messen sich zehn Teams in zwei Gruppen.

## Modus
Teilnahmeberechtigt sind je zwei Teams der drei besten europäischen Nationen gemäß der letzten Weltmeisterschaft. Von den drei folgenden Nationen ist je ein Team teilnahmeberechtigt. Welche Teams den Europacup bestreiten dürfen wird dann durch den nationalen Cup entschieden. Das letzte Team wird vom Veranstalter per Wildcard nominiert.
Die zehn Teams werden in zwei 5er-Gruppen unterteilt. Innerhalb einer Gruppe spielt dann Jeder gegen Jeden einmal. Danach spielen die Fünftplatzierten der beiden Gruppen um Rang 9 und 10, die beiden Viertplatzierten um Rang 7 und 8 und die beiden Drittplatzierten um Rang 5 und 6. Die Sieger der beiden Gruppen qualifizieren sich für die Finalrunde. In der Finalrunde spielt nochmal Jeder gegen Jeden, wobei die Resultate aus der Vorrunde übernommen werden und diese Spiele nicht noch einmal ausgetragen werden.

## Siegerliste
| Jahr | Finale           | Gold                       | Gold                                   | Silber                     | Silber                                 | Bronze                     | Bronze                               |
| ---- | ---------------- | -------------------------- | -------------------------------------- | -------------------------- | -------------------------------------- | -------------------------- | ------------------------------------ |
| 1967 | Prag             | Deutschland Bundesrepublik | Werner Wenzel Günter Bittendorf        | Tschechoslowakei           | Jan Pospisil Jindrich Pospisil         | Tschechoslowakei           | Zdenek Bima Linde                    |
| 1968 | Feldkirch        | Tschechoslowakei           | Bohumil Svoboda Alois Jicha            | Deutschland Bundesrepublik | Werner Wenzel Günter Bittendorf        | Deutschland Bundesrepublik | Wolfgang Flackus Klaus Bernais       |
| 1969 | Beringen         | Deutschland Bundesrepublik | Wolfgang Flackus Klaus Bernais         | Tschechoslowakei           | Jan Pospisil Jindrich Pospisil         | Tschechoslowakei           | Bohumil Svoboda Alois Jicha          |
| 1970 | Baden            | Deutschland Bundesrepublik | Werner Wenzel Günter Bittendorf        | Tschechoslowakei           | Jan Pospisil Jindrich Pospisil         | Deutschland Bundesrepublik | Wolfgang Flackus Klaus Bernais       |
| 1971 | Brünn            | Deutschland Bundesrepublik | Wolfgang Flackus Klaus Bernais         | Tschechoslowakei           | Jan Pospisil Jindrich Pospisil         | Deutschland Bundesrepublik | Werner Wenzel Günter Bittendorf      |
| 1972 | Schüttorf        | Tschechoslowakei           | Jan Pospisil Jindrich Pospisil         | Deutschland Bundesrepublik | Werner Wenzel Günter Bittendorf        | Deutschland Bundesrepublik | Oskar Buchholz Manfred Buchholz      |
| 1973 | Gent             | Tschechoslowakei           | Jan Pospisil Jindrich Pospisil         | Deutschland Bundesrepublik | Wolfgang Flackus Klaus Bernais         | Tschechoslowakei           | Bohumil Svoboda Alois Jicha          |
| 1974 | Schwäbisch Gmünd | Deutschland Bundesrepublik | Wolfgang Flackus Klaus Bernais         | Tschechoslowakei           | Jan Pospisil Jindrich Pospisil         | Tschechoslowakei           | Bohumil Svoboda Alois Jicha          |
| 1975 | Přerov           | Tschechoslowakei           | Jan Pospisil Jindrich Pospisil         | Tschechoslowakei           | Zmrzlik Prykrill                       | Deutschland Bundesrepublik | Wolfgang Flackus Klaus Bernais       |
| 1976 | Mosnang          | Tschechoslowakei           | Jan Pospisil Jindrich Pospisil         | Deutschland Bundesrepublik | Wolfgang Flackus Klaus Bernais         | Tschechoslowakei           | Zmrzlik Prykrill                     |
| 1977 | St. Pölten       | Tschechoslowakei           | Jan Pospisil Jindrich Pospisil         | Schweiz                    | Paul Oberhänsli Georg Meile            | Tschechoslowakei           | Zmrzlik Prykrill                     |
| 1978 | Gent             | Tschechien                 | Jan Pospisil Jindrich Pospisil         | Schweiz                    | Paul Oberhänsli Georg Meile            | Tschechien                 | Zmrzlik Prykrill                     |
| 1979 | Chur             | Tschechoslowakei           | Jan Pospisil Jindrich Pospisil         | Schweiz                    | Paul Oberhänsli Jörg Osterwalder       | Deutschland Bundesrepublik | Erwin Schmitt Klaus Schneider        |
| 1980 | Pilsen           | Tschechoslowakei           | Jan Pospisil Jindrich Pospisil         | Schweiz                    | Paul Oberhänsli Jörg Osterwalder       | Tschechoslowakei           | Zmrzlik Prykrill                     |
| 1981 | Cronenburg       | Tschechoslowakei           | Jan Pospisil Jindrich Pospisil         | Deutschland Bundesrepublik | Andreas Steinmeier Thomas Steinmeier   | Schweiz                    | Paul Oberhänsli Jörg Osterwalder     |
| 1982 | Wölfersheim      | Tschechoslowakei           | Jan Pospisil Jindrich Pospisil         | Deutschland Bundesrepublik | Andreas Steinmeier Thomas Steinmeier   | Schweiz                    | Paul Oberhänsli Remo Stübi           |
| 1983 | Mosnang          | Tschechoslowakei           | Jan Pospisil Jindrich Pospisil         | Deutschland Bundesrepublik | Andreas Steinmeier Thomas Steinmeier   | Schweiz                    | Paul Oberhänsli Jörg Osterwalder     |
| 1984 | Prag             | Deutschland Bundesrepublik | Andreas Steinmeier Thomas Steinmeier   | Tschechoslowakei           | Jan Pospisil Jindrich Pospisil         | Deutschland Bundesrepublik | Frank Müller Manfred Geilert         |
| 1985 | Grabs            | Tschechoslowakei           | Jan Pospisil Jindrich Pospisil         | Deutschland Bundesrepublik | Andreas Steinmeier Thomas Steinmeier   | Deutschland Bundesrepublik | Jürgen King Werner King              |
| 1986 | Dornbirn         | Deutschland Bundesrepublik | Andreas Steinmeier Thomas Steinmeier   | Deutschland Bundesrepublik | Jürgen King Werner King                | Tschechoslowakei           | Jan Pospisil Jindrich Pospisil       |
| 1987 | Jevicko          | Deutschland Bundesrepublik | Jürgen King Werner King                | Tschechoslowakei           | Jan Pospisil Jindrich Pospisil         | Deutschland Bundesrepublik | Andreas Steinmeier Thomas Steinmeier |
| 1988 | Schiltigheim     | Deutschland Bundesrepublik | Frank Müller Manfred Geilert           | Tschechoslowakei           | Jan Pospisil Jindrich Pospisil         | Deutschland Bundesrepublik | Andreas Steinmeier Thomas Steinmeier |
| 1989 | Schönaich        | Deutschland Bundesrepublik | Jürgen King Werner King                | Deutschland Bundesrepublik | Andreas Steinmeier Thomas Steinmeier   | Schweiz                    | Peter Kern Martin Zinser             |
| 1990 | Pfungen          | Deutschland Bundesrepublik | Andreas Steinmeier Thomas Steinmeier   | Deutschland Bundesrepublik | Jürgen King Werner King                | Osterreich                 | Andreas Bösch Manfred Schneider      |
| 1991 | Prag             | Deutschland                | Jürgen King Werner King                | Deutschland                | Andreas Steinmeier Thomas Steinmeier   | Osterreich                 | Andreas Bösch Manfred Schneider      |
| 1992 | Gent             | Deutschland                | Andreas Steinmeier Thomas Steinmeier   | Deutschland                | Jürgen King Werner King                | Osterreich                 | Marco Schallert Manfred Schneider    |
| 1993 | Höchst           | Deutschland                | Jürgen King Werner King                | Osterreich                 | Marco Schallert Manfred Schneider      | Deutschland                | Andreas Steinmeier Thomas Steinmeier |
| 1994 | Ostrava          | Deutschland                | Jürgen King Werner King                | Deutschland                | Frank Müller Manfred Geilert           | Osterreich                 | Andreas Bösch Bösch                  |
| 1995 | Prag             | Osterreich                 | Andreas Bösch Bösch                    | Tschechien                 | Miroslav Kratochvil Miroslav Berger    | Deutschland                | Frank Müller Manfred Geilert         |
| 1996 | Baesweiler       | Tschechien                 | Pavel Smid Oldrich Groch               | Deutschland                | Michael Lomuscio Sandro Lomuscio       | Tschechien                 | Miroslav Kratochvil Miroslav Berger  |
| 1997 | St. Pölten       | Schweiz                    | Peter Kern Marcel Bosshart             | Deutschland                | Olaf Wille Willi Sattler               | Osterreich                 | Andreas Bösch Gernot Fontain         |
| 1998 | Kulmbach         | Tschechien                 | Miroslav Kratochvil Miroslav Berger    | Osterreich                 | Marco Schallert Dietmar Schneider      | Osterreich                 | Andreas Bösch Gernot Fontain         |
| 1999 | Velka Bites      | Tschechien                 | Miroslav Kratochvil Miroslav Berger    | Osterreich                 | Marco Schallert Dietmar Schneider      | Osterreich                 | Andreas Bösch Gernot Fontain         |
| 2000 | Baesweiler       | Osterreich                 | Marco Schallert Dietmar Schneider      | Deutschland                | Jens Häuser Thomas Abel                | Tschechien                 | Pavel Smid Petr Skotak               |
| 2001 | Höchst           | Osterreich                 | Marco Schallert Dietmar Schneider      | Deutschland                | Michael Lomuscio Sandro Lomuscio       | Tschechien                 | Jiří Hrdlička Miroslav Berger        |
| 2002 | Chemnitz         | Tschechien                 | Pavel Smid Petr Skotak                 | Tschechien                 | Jiří Hrdlička Miroslav Berger          | Schweiz                    | Paul Looser Peter Jiricek            |
| 2003 | Mosnang          | Schweiz                    | Paul Looser Peter Jiricek              | Deutschland                | Steve Pfaffenberger Mike Pfaffenberger | Osterreich                 | Andreas Lubetz Reinhard Schneider    |
| 2004 | Brünn            | Schweiz                    | Paul Looser Peter Jiricek              | Tschechien                 | Pavel Smid Petr Skotak                 | Deutschland                | Jens Häuser Thomas Abel              |
| 2005 | Bilshausen       | Deutschland                | Steve Pfaffenberger Mike Pfaffenberger | Schweiz                    | Timo Reichen Peter Jiricek             | Tschechien                 | Radim Hason Pavel Loskot             |
| 2006 | Gent             | Deutschland                | Christian Heß Thomas Abel              | Osterreich                 | Simon König Dietmar Schneider          | Tschechien                 | Jiří Hrdlička Miroslav Berger        |
| 2007 | Steinfurth       | Deutschland                | Jens Krichbaum Holger Krichbaum        | Deutschland                | Christian Heß Thomas Abel              | Osterreich                 | Martin Lingg Markus Bröll            |
| 2008 | Ludwigslust      | Osterreich                 | Simon König Dietmar Schneider          | Osterreich                 | Martin Lingg Markus Bröll              | Deutschland                | Christian Heß Thomas Abel            |
| 2009 | Wallbach         | Osterreich                 | Simon König Dietmar Schneider          | Deutschland                | Uwe Berner Matthias König              | Deutschland                | Roman Müller Marco Rossmann          |
| 2010 | Hechtsheim       | Deutschland                | Uwe Berner Matthias König              | Deutschland                | Jens Krichbaum Holger Krichbaum        | Osterreich                 | Simon König Florian Fischer          |
| 2011 | Lauterbach       | Osterreich                 | Simon König Florian Fischer            | Deutschland                | Roman Müller Marco Rossmann            | Tschechien                 | Pavel Smid Petr Skotak               |
| 2012 | Sindelfingen     | Deutschland                | Uwe Berner Matthias König              | Osterreich                 | Simon König Florian Fischer            | Osterreich                 | Patrick Schnetzer Dietmar Schneider  |
| 2013 | Zlin             | Osterreich                 | Simon König Florian Fischer            | Deutschland                | Jens Krichbaum Marco Rossmann          | Osterreich                 | Patrick Schnetzer Markus Bröll       |
| 2014 | Dorlisheim       | Osterreich                 | Patrick Schnetzer Markus Bröll         | Schweiz                    | Roman Schneider Dominik Planzer        | Tschechien                 | Pavel Smid Petr Skotak               |
| 2015 | Hardt            | Osterreich                 | Patrick Schnetzer Markus Bröll         | Deutschland                | Jens Krichbaum Roman Müller            | Osterreich                 | Simon König Florian Fischer          |
| 2016 | Wallbach         | Osterreich                 | Patrick Schnetzer Markus Bröll         | Schweiz                    | Roman Schneider Dominik Planzer        | Deutschland                | Daniel Endroweit Heiko Cordes        |
| 2017 | Darmstadt        | Osterreich                 | Patrick Schnetzer Markus Bröll         | Osterreich                 | Simon König Florian Fischer            | Schweiz                    | Roman Schneider Dominik Planzer      |
| 2018 | Wiesbaden        | Osterreich                 | Patrick Schnetzer Markus Bröll         | Schweiz                    | Severin Waibel Benjamin Waibel         | Deutschland                | Gerhard Mlady Bernd Mlady            |

## Die erfolgreichsten Sportler
| - Platz: Gibt die Reihenfolge der Sportler wieder. Diese wird durch die Anzahl der Goldmedaillen bestimmt. Bei gleicher Anzahl werden die Silbermedaillen verglichen, danach die Bronzemedaillen. - Name: Nennt den Namen des Sportlers. - Land: Nennt das Land, für das der Sportler startete. - Von: Das Jahr, in dem der Sportler die erste Medaille gewonnen hat. - Bis: Das Jahr, in dem der Sportler die letzte Medaille gewonnen hat. - Gold: Nennt die Anzahl der gewonnenen Goldmedaillen. - Silber: Nennt die Anzahl der gewonnenen Silbermedaillen. - Bronze: Nennt die Anzahl der gewonnenen Bronzemedaillen. - Gesamt: Nennt die Anzahl aller gewonnenen Medaillen. |

| Platz | Name               | Land             | Von  | Bis  | Gold | Silber | Bronze | Gesamt |
| ----- | ------------------ | ---------------- | ---- | ---- | ---- | ------ | ------ | ------ |
| 1     | Jan Pospisil       | Tschechoslowakei | 1967 | 1988 | 12   | 8      | 1      | 21     |
| 1     | Jindrich Pospisil  | Tschechoslowakei | 1967 | 1988 | 12   | 8      | 1      | 21     |
| 3     | Jürgen King        | Deutschland      | 1985 | 1994 | 5    | 3      | 1      | 9      |
| 3     | Werner King        | Deutschland      | 1985 | 1994 | 5    | 3      | 1      | 9      |
| 5     | Andreas Steinmeier | Deutschland      | 1981 | 1993 | 4    | 6      | 3      | 13     |
| 5     | Thomas Steinmeier  | Deutschland      | 1981 | 1993 | 4    | 6      | 3      | 13     |
| 7     | Dietmar Schneider  | Österreich       | 1998 | 2012 | 4    | 3      | 1      | 8      |
| 8     | Simon König        | Österreich       | 2006 | 2013 | 4    | 2      | 1      | 7      |
| 9     | Klaus Bernais      | Deutschland      | 1968 | 1976 | 3    | 2      | 3      | 8      |
| 9     | Wolfgang Flackus   | Deutschland      | 1968 | 1976 | 3    | 2      | 3      | 8      |

## Nationenwertung
| Platz | Land        | Gold | Silber | Bronze | Gesamt |
| ----- | ----------- | ---- | ------ | ------ | ------ |
| 1     | Deutschland | 20   | 25     | 16     | 61     |
| 2     | Tschechien  | 17   | 12     | 17     | 46     |
| 3     | Österreich  | 12   | 7      | 13     | 32     |
| 4     | Schweiz     | 3    | 8      | 6      | 17     |